# پتکو گانف
پتکو گانف (بلغاری: Петко Ганев؛ زادهٔ ۱۷ سپتامبر ۱۹۹۶) بازیکن فوتبال اهل بلغارستان است.
از باشگاه‌هایی که در آن بازی کرده است می‌توان به باشگاه فوتبال لیتکس لووچ اشاره کرد.